# Mendon, Ohio
Mendon là một làng thuộc quận Mercer, tiểu bang Ohio, Hoa Kỳ. Năm 2010, dân số của làng này là 662 người.

## Dân số
- Dân số năm 2000: 697 người.
- Dân số năm 2010: 662 người.